# نيكيتا كريفتسوف
نيكيتا سيرجيفيتش كريفتسوف (بالروسية: Никита Сергеевич Кривцов)‏هو لاعب كرة قدم روسي. من مواليد 18 أغسطس 2002، يلعب لفريق كراسنودار.

## روابط خارجية
- نيكيتا كريفتسوف على موقع قاعدة بيانات كرة القدم.إي يو (الإنجليزية)
- نيكيتا كريفتسوف على موقع Soccerway.com (الإنجليزية)
- نيكيتا كريفتسوف على موقع عالم كرة القدم.نت (الإنجليزية)